# Schadow (Friedland)
Schadow (niedersorbisch Škódow) ist ein Ortsteil der Stadt Friedland im Landkreis Oder-Spree in Brandenburg. Bis zur Eingemeindung nach Friedland am 31. März 2001 war Schadow eine eigenständige Gemeinde, die vom Amt Friedland (Niederlausitz) verwaltet wurde.

## Lage
Das Dorf Schadow liegt in der Niederlausitz, jeweils etwa sieben Kilometer nördlich von Lieberose und südlich von Friedland. Umliegende Ortschaften sind Karras im Norden, die zur Stadt Lieberose im Landkreis Dahme-Spreewald gehörenden Ortsteile Trebitz im Osten, Goschen im Südosten und Doberburg im Süden, der Ortsteil Speichrow der Gemeinde Schwielochsee im Südwesten, Pieskow im Westen sowie Niewisch und Möllen im Nordwesten.
Durch Schadow verläuft die Landesstraße 434, über die das Dorf an die etwa einen Kilometer östlich verlaufende Bundesstraße 168 nach Cottbus angebunden ist. Südlich von Schadow fließt der Pieskower Torfgraben.

## Geschichte
Schadow wurde erstmals im Jahr 1388 urkundlich erwähnt, wobei der Ort bereits damals als Schadow bezeichnet wurde. Der Ortsname stammt aus dem Sorbischen, die Bedeutung ist jedoch unklar. Vermutlich bedeutet er schlechte Aue. Im Jahr 1519 wurde die Standesherrschaft Lieberose von der Adelsfamilie von Köckritz an die von Schulenburg verkauft. In der entsprechenden Kaufurkunde ist auch das Dorf Schadow als Ort dieser Herrschaft verzeichnet. In den folgenden Jahren wurde die Herrschaft immer weiter vererbt, bis die Familie von Schulenburg im Jahr 1945 enteignet wurde.
Die Topographisch-statistische Übersicht des Regierungsbezirks Frankfurt a. d. O. aus dem Jahr 1844 verzeichnet in Schadow für dieses Jahr 89 Einwohner in 13 Wohngebäuden. Der Ort hatte und hat keine eigene Kirche und ist nach Niewisch eingepfarrt. 1867 wurden im Dorf 104 Einwohner in 14 Gebäuden gezählt.
Vor 1815 gehörte Schadow zum historischen zum Krummspreeischen Kreis. Als Ergebnis des Wiener Kongresses kam die Niederlausitz, die vorher zum Königreich Sachsen gehörte, an das Königreich Preußen. Danach wurde der historische Krummspreeische Kreis zum Landkreis Lübben umgeformt und wurde Teil des Regierungsbezirks Frankfurt in der Provinz Brandenburg. Bei der Kreisneubildung in der DDR am 25. Juli 1952 wurde der Kreis Lübben stark verkleinert, große Teile des Kreises, darunter auch die Gemeinde Schadow, wurden dem Kreis Beeskow im Bezirk Frankfurt (Oder) zugeschlagen. Nach der Wende wurde der Kreis Beeskow in Landkreis Beeskow umbenannt. Bei der Kreisreform am 6. Dezember 1993 wurde die Gemeinde Schadow dem Landkreis Oder-Spree zugeordnet und dort vom Amt Friedland (Niederlausitz) verwaltet. Dieses Amt wurde am 31. März 2001 aufgelöst und Schadow wurde zusammen den zwölf weiteren Gemeinden des Amtes in die Stadt Friedland eingemeindet.

## Bürgermeister / Ortsvorsteher (ab 2001)
In einer privaten Baugenehmigung von 1928 war ein „Lehmann“ Bürgermeister.
| bis 1942     | 1942–1945     | 1945          | 1947–1956    | 1956–1960     | 1960–1977           | 1977–1978    | 1978–1986      | 1986–1991            | 1991–1999      | 1999–2010     | 2010–2017    | seit 2017    |
| Paul Lehmann | August Roggan | Willi Schulze | Otto Schulze | Emmi Görsdorf | Elisabeth Ehrenberg | Ernst Schaaf | Walter Richter | Hans-Joachim Richter | Fritz Sradnick | Klaus Richter | Roland Tietz | Ingo Schulze |

## Denkmale
Für Schadow ist in der Denkmalliste des Landes Brandenburg ein Bodendenkmal ausgewiesen:
- Nr. 90766 Flur 1: Dorfkern deutsches Mittelalter, Dorfkern Neuzeit

## Einwohnerentwicklung
| 1875 | 93 | 1939 | 79  | 1981 | 111 |
| 1890 | 89 | 1946 | 106 | 1985 | 123 |
| 1910 | 83 | 1950 | 93  | 1989 | 137 |
| 1925 | 84 | 1964 | 78  | 1995 | 137 |
| 1933 | 81 | 1971 | 85  | 2000 | 139 |